# 雕龙记
《雕龙记》是一部中国上海美术电影制片厂制作的木偶动画，根据欧小枚整理的白族民间故事改编。该片获得了罗马尼亚第二届布加勒斯特国际木偶电影节银质奖。

## 剧情简介
黑龙潭里居住的一条母猪龙，常出没祸害百姓。一天，老木匠杨师傅带着儿子七斤经过黑龙潭，当七斤在龙潭取水时，母猪龙突然窜出来将他拖入潭中。杨师傅决定为民除害，他雕成一条木龙，投入潭内与母猪龙决斗，可是战不到几个回合，木龙便被母猪龙打败。在赵铁匠的帮助下，杨木匠又雕出一条木龙，并给木龙装上了铁鳞和铁爪，在第二次与母猪龙的交锋中战胜了母猪龙。